# Wu Xing
Wu Xing (五令? [u ʃiŋ]), che significa ordine dei cinque elementi, è un concetto tipico della cultura cinese che viene utilizzato in svariati campi, dalla medicina tradizionale cinese alle arti marziali.

Illustrazione dei cinque elementi secondo la filosofia cinese, che prevede: il Fuoco (rosso) in alto, l'Acqua (nero) in basso, il Legno (verde) a sinistra, il Metallo (bianco) a destra, e la Terra (giallo) al centro.

Risalente presumibilmente al periodo delle primavere e degli autunni (春秋時代T, Chūnqiū ShídàiP), che copre un arco della storia cinese dal 722 a.C. al 481 a.C., la dottrina dei cinque elementi fu esposta per la prima volta dal filosofo cinese Chou Yen (ca. 350-270 a.C.). Essa consiste in una visione sistematica dell'antica filosofia taoista cinese, ampiamente utilizzata nella medicina tradizionale cinese, nella feng shui, nella numerologia, nella filosofia e nella divinazione.

## Gli elementi
I cinque elementi sono:
- Fuoco  (cinese 火, Pinyin: huǒ)
- Acqua (cinese 水, pinyin: shuǐ)
- Legno  (cinese 木, pinyin: mù)
- Metallo (cinese 金,  pinyin: jīn)
- Terra (cinese 土, pinyin: tǔ)

(Shu-ching, Il grande progetto)

## I rapporti fra gli elementi

Le interazioni dei Wu Xing o cinque elementi: le frecce nere indicano il ciclo di generazione, quelle bianche di controllo o distruzione.

Vengono studiati i loro rapporti, connessioni in un circolo di interazioni reciproche. 
La dottrina spiega che esistono due flussi, due cicli, quello della generazione madre-figlio (生, shēng) e quello del controllo-inibizione nonno-nipote (剋/克, kè) 
Generazione
- Il legno alimenta il fuoco
- Il fuoco provoca cenere, nutrendo la terra
- Dalla terra vengono estratti i materiali (metallo)
- Il metallo trasporta l'acqua
- L'acqua nutre il legno

Controllo
- Il legno impoverisce la terra
- La terra assorbe l'acqua
- L'acqua spegne il fuoco
- Il fuoco fonde il metallo
- Il metallo spezza il legno

I due cicli sono strettamente connessi: l'acqua infatti spegne il fuoco, dalle cui ceneri si forma la terra; la terra assorbe l'acqua da cui nasce il legno degli alberi; il legno succhia ed impoverisce la terra, che scopre i metalli al suo interno; il metallo dell'ascia abbatte gli alberi, il cui legno diviene pronto per essere bruciato, dando vita al fuoco; il fuoco fonde il metallo, che liquefacendosi si trasforma in acqua, e i due cicli proseguono.
I cinque elementi sono posti inoltre in  relazione con i pianeti dell'astrologia, i punti cardinali, le stagioni, gli stati d'animo, ecc. secondo le seguenti associazioni:
| Elemento | Pianeta  | Punto cardinale | Stagione     | Senso   | Sapore   | Emozione       |
| -------- | -------- | --------------- | ------------ | ------- | -------- | -------------- |
| Metallo  | Venere   | Ovest           | Autunno      | Olfatto | Piccante | Tristezza      |
| Acqua    | Mercurio | Nord            | Inverno      | Udito   | Salato   | Paura          |
| Legno    | Giove    | Est             | Primavera    | Vista   | Aspro    | Rabbia         |
| Fuoco    | Marte    | Sud             | Estate       | Tatto   | Amaro    | Gioia          |
| Terra    | Saturno  | Centro          | Tarda estate | Gusto   | Dolce    | Preoccupazione |

Il ciclo di inibizione viene studiato anche dalla medicina tradizionale cinese sulla base delle suddette emozioni, considerando che la paura (acqua) offusca la gioia (fuoco), la gioia dissolve la tristezza (metallo), la tristezza spegne la collera (legno), la collera mette a tacere le rimuginazioni (terra), e le riflessioni tengono a freno la paura.

## Analogie
I cinque elementi cinesi sono stati posti in analogia con i quattro della tradizione occidentale, dato che tre di essi, il fuoco, l'acqua e la terra, sono ricorrenti in entrambi. La concezione cinese possiede tuttavia una peculiarità che consiste nel carattere trasmutatorio dei suoi elementi, da intendere come «forze attive o facoltà dinamiche», capaci di convertirsi l'una nell'altra.
Pur avendo due elementi in più, si può notare una certa somiglianza del legno col concetto occidentale dell'aria, poiché entrambi corrispondono alle qualità del punto cardinale est, della primavera, dell'infanzia e della crescita, mentre il metallo sembra inglobato nelle proprietà occidentali della terra, quali l'ovest, l'autunno e il declino. La terra in Cina occupa propriamente il centro della rosa dei venti, ed è più che altro la matrice degli altri quattro elementi, come in Occidente lo è la prima materia o etere.